# Момоду Ламін Седат Джобе
Момоду Ламін Сідат Джобе (24 липня 1944, Бансанг — 6 квітня 2025) — гамбійський політик і дипломат. З 1998 по 2001 рік був міністром закордонних справ.

## Життєпис
Джобе здобув університетську освіту у Франції, потім — докторський ступінь в університеті Гренобля (1976). Спочатку викладав з 1974 по 1978 роки в Дакарському університеті, з 1978 по 1980 — у Говардському університеті, штат Вашингтон, округ Колумбія, а потім працював культурним директором Організації Об'єднаних Націй з питань освіти, науки та культури (ЮНЕСКО) з 1981 по 1996 рік і з 1996 по 1997 рр. З 1996 по 1998 рік працював гамбійським послом у різних країнах.
Джобе став наступником Омара Нджі на посаді міністра закордонних справ у кабінеті Гамбії з 19 січня 1998 року. За цей час він очолив невдалу делегацію у Гвінеї-Бісау, щоб спробувати домовитись про угоду про припинення громадянської війни, яка вибухнула у 1998 році. Він пішов у відставку з посади міністра 30 серпня 2001 року після вислання заступника Верховного комісара Великої Британії Бхарата Джоші. Його замінив на посаді міністра Бабукар-Блейз Ягне.
Пізніше Джобе долучився до просування відносин між Гамбією та Міжнародною організацією франкофонії, до якої нині належить Гамбія. Він активно підтримував Ях'я Джамме на президентських виборах 2006 року, але згодом виступив проти нього. Джобе допоміг створити Консультативну раду Гамбії у 2013 році та очолив її після переїзду до Швеції. У січні 2013 року Джобе закликав військовиків жорстоко скинути Джамме. Він також розкритикував Май Фетті, лідера морального конгресу Гамбії. У вересні 2013 року Джобе заявив, що опозиційні гамбійці повинні приєднатися до лідера Об'єднаної демократичної партії Усаїну Дарбо, щоб найкращим чином вигнати Джамме з посади. Пізніше, до 2017 року, він жив у вигнанні в Сенегалі.
У травні 2017 року він був відправлений до Франції як посол уряду Адама Барроу. Наприкінці серпня 2019 року його замінив Ебрима О. Камара.